# باول أرنولد (لاعب اتحاد الرغبي)
باول أرنولد (بالإنجليزية: Paul Arnold)‏ هو لاعب اتحاد الرغبي بريطاني، ولد في 28 أبريل 1968 في Morriston ‏ في المملكة المتحدة.

## وصلات خارجية
- بول أرنولد عل موقع إسبنسكروم (الإنجليزية)
- بول أرنولد على موقع ItsRugby.co.uk (الإنجليزية)